# Gymnocerina cratosomoides
Gymnocerina cratosomoides är en skalbaggsart som först beskrevs av Bates 1862.  Gymnocerina cratosomoides ingår i släktet Gymnocerina och familjen långhorningar. Inga underarter finns listade i Catalogue of Life.